# Megan Lloyd George
Megan Lloyd George, nata Megan Arvon George (Criccieth, 22 aprile 1902 – Pwllheli, 14 maggio 1966), è stata una politica britannica.
Figlia del liberale David Lloyd George, ha fatto carriera nel partito di suo padre, diventando la prima donna parlamentare in Galles nel 1929. Si è unita al Partito Laburista nel 1955.

## Biografia
Megan Lloyd George è la figlia più giovane di David Lloyd George e della sua prima moglie Margaret. È nata a Criccieth, una piccola città nel nord-ovest del Galles. Come suo fratello maggiore Gwilym, fu coinvolta in politica con il Partito Liberale, di cui il padre fu il leader dal 1926 al 1931.
Nelle elezioni generali del 1929, Megan Lloyd George fu eletta nel collegio elettorale di Anglesey. Negli anni '30 rimase fedele alla linea radicale seguita da suo padre e in particolare si rifiutò di collaborare con il governo di unità nazionale di Ramsay MacDonald. Fu rieletta sistematicamente fino al 1951, quando fu battuta per 595 voti dal candidato laburista Cledwyn Hughes. La sua sconfitta le costò la carica di vice leader del partito, che aveva ricoperto dal 1949.
È stata presidente della Women's Liberal Federation dal 1936 al 1938 e poi dal 1945 al 1947.
Durante la seconda guerra mondiale, Megan Lloyd George si è unita al gruppo di Radical Action, che fa campagne contro la tregua conclusa tra i principali partiti del paese. Si batte anche per l'occupazione femminile e la parità di retribuzione. Le sue opinioni la spingono ad avvicinarsi al Labour, anche se il Partito Liberale si sposta a destra. Entrò ufficialmente nel Partito Laburista nell'aprile del 1955 e tornò in parlamento due anni dopo, quando vinse un'elezione suppletiva nel collegio di Carmarthen. Mantenne la carica fino alla sua morte nel 1966 per cancro al seno.

## Opere e riviste
- Jones, J. Graham, The Liberal Party and Wales, 1945–79 (PDF), in Welsh History Review, vol. 16, 3ª ed., June 1993,  pp. 326-55.
- Jones, J. Graham, entry in Dictionary of Liberal Biography Brack et al. (eds.) Politico's Publishing, 1998
- Jones, J. Graham, 'A breach in the family: the defection from the Liberal Party of Megan and Gwilym Lloyd George'
- Jones, Mervyn. A Radical Life: The Biography of Megan Lloyd George, 1902–66. London: Hutchinson, 1991. ISBN 0-09-174829-1
- Price, Emyr Megan Lloyd George; Gwynedd Archives Service, 1983

## Ascendenza
|                                                    |   |                | Genitori          |  |  | Nonni |  |  | Bisnonni     |  |  | Trisnonni      |  |
|                                                    |   |                |                   |  |  |       |  |  | David George |  |  | William George |  |
|                                                    |   |                |                   |  |  |       |  |  | David George |  |  | William George |  |
|                                                    |   | Mary Lewis     |                   |  |  |       |  |  | David George |  |  |                |  |
| William George                                     |   |                |                   |  |  |       |  |  | David George |  |  |                |  |
|                                                    |   | Mary Ann Davis | Edward Davis      |  |  |       |  |  |              |  |  |                |  |
|                                                    |   | Mary Ann Davis | Edward Davis      |  |  |       |  |  |              |  |  |                |  |
|                                                    |   | Mary Ann Davis | Martha Williams   |  |  |       |  |  |              |  |  |                |  |
| David Lloyd George, I conte Lloyd-George di Dwyfor |   | Mary Ann Davis |                   |  |  |       |  |  |              |  |  |                |  |
|                                                    |   | David Lloyd    | Richard Lloyd     |  |  |       |  |  |              |  |  |                |  |
|                                                    |   | David Lloyd    | Richard Lloyd     |  |  |       |  |  |              |  |  |                |  |
|                                                    |   | David Lloyd    | Elizabeth Roberts |  |  |       |  |  |              |  |  |                |  |
| Elizabeth Lloyd                                    |   | David Lloyd    |                   |  |  |       |  |  |              |  |  |                |  |
|                                                    |   | Rebecca Samuel | William Samuel    |  |  |       |  |  |              |  |  |                |  |
|                                                    |   | Rebecca Samuel | William Samuel    |  |  |       |  |  |              |  |  |                |  |
|                                                    |   | Rebecca Samuel | …                 |  |  |       |  |  |              |  |  |                |  |
| Megan Lloyd George                                 |   | Rebecca Samuel |                   |  |  |       |  |  |              |  |  |                |  |
|                                                    | … | …              |                   |  |  |       |  |  |              |  |  |                |  |
|                                                    | … | …              |                   |  |  |       |  |  |              |  |  |                |  |
|                                                    | … | …              |                   |  |  |       |  |  |              |  |  |                |  |
| Richard Owen                                       | … |                |                   |  |  |       |  |  |              |  |  |                |  |
|                                                    |   | …              | …                 |  |  |       |  |  |              |  |  |                |  |
|                                                    |   | …              | …                 |  |  |       |  |  |              |  |  |                |  |
|                                                    |   | …              | …                 |  |  |       |  |  |              |  |  |                |  |
| Margaret Owen                                      |   | …              |                   |  |  |       |  |  |              |  |  |                |  |
|                                                    |   | …              | …                 |  |  |       |  |  |              |  |  |                |  |
|                                                    |   | …              | …                 |  |  |       |  |  |              |  |  |                |  |
|                                                    |   | …              | …                 |  |  |       |  |  |              |  |  |                |  |
| Mary Jones                                         |   | …              |                   |  |  |       |  |  |              |  |  |                |  |
|                                                    |   | …              | …                 |  |  |       |  |  |              |  |  |                |  |
|                                                    |   | …              | …                 |  |  |       |  |  |              |  |  |                |  |
|                                                    |   | …              | …                 |  |  |       |  |  |              |  |  |                |  |
|                                                    |   | …              |                   |  |  |       |  |  |              |  |  |                |  |